# Saundersiops discalis
Saundersiops discalis là một loài ruồi trong họ Tachinidae.